# Люсерн-Веллі (Каліфорнія)
Люсерн-Веллі (англ. Lucerne Valley) — переписна місцевість (CDP) в США, в окрузі Сан-Бернардіно штату Каліфорнія. Населення — 5331 особа (2020).

## Географія
Люсерн-Веллі розташований за координатами 34°26′34″ пн. ш. 116°54′7″ зх. д. / 34.44278° пн. ш. 116.90194° зх. д. (34.442765, -116.902055).  За даними Бюро перепису населення США в 2010 році переписна місцевість мала площу 273,48 км², уся площа — суходіл.

## Демографія
Згідно з переписом 2010 року, у переписній місцевості мешкало 5811 особа в 2176 домогосподарствах у складі 1391 родини. Густота населення становила 21 особа/км².  Було 2949 помешкань (11/км²).
Расовий склад населення:
| - 77,6 % — білих - 2,9 % — чорних або афроамериканців - 1,8 % — корінних американців - 1,5 % — азіатів - 11,6 % — осіб інших рас |

До двох чи більше рас належало 4,5 %. Частка іспаномовних становила 24,9 % від усіх жителів.
За віковим діапазоном населення розподілялося таким чином: 24,5 % — особи молодші 18 років, 59,3 % — особи у віці 18—64 років, 16,2 % — особи у віці 65 років та старші. Медіана віку мешканця становила 42,7 року. На 100 осіб жіночої статі у переписній місцевості припадало 106,1 чоловіків;  на 100 жінок у віці від 18 років та старших — 105,4 чоловіків також старших 18 років.
Середній дохід на одне домашнє господарство  становив 44 690 доларів США (медіана — 26 429), а середній дохід на одну сім'ю — 55 391 долар (медіана — 42 806). Медіана доходів становила 51 761 долар для чоловіків та 32 279 доларів для жінок. За межею бідності перебувало 22,9 % осіб, у тому числі 23,1 % дітей у віці до 18 років та 8,7 % осіб у віці 65 років та старших.
Цивільне працевлаштоване населення становило 1353 особи. Основні галузі зайнятості: освіта, охорона здоров'я та соціальна допомога — 22,4 %, роздрібна торгівля — 11,5 %, транспорт — 11,2 %.